# Getaberga
Getaberga är en by i Emmislövs socken i Östra Göinge kommun i Skåne län.
Trakten började förmodligen bebyggas på sen medeltid, runt 1200-talet. I dag finns tre lantbruk och ett antal småhus kvar i Getaberga.